# Backström & Reinius

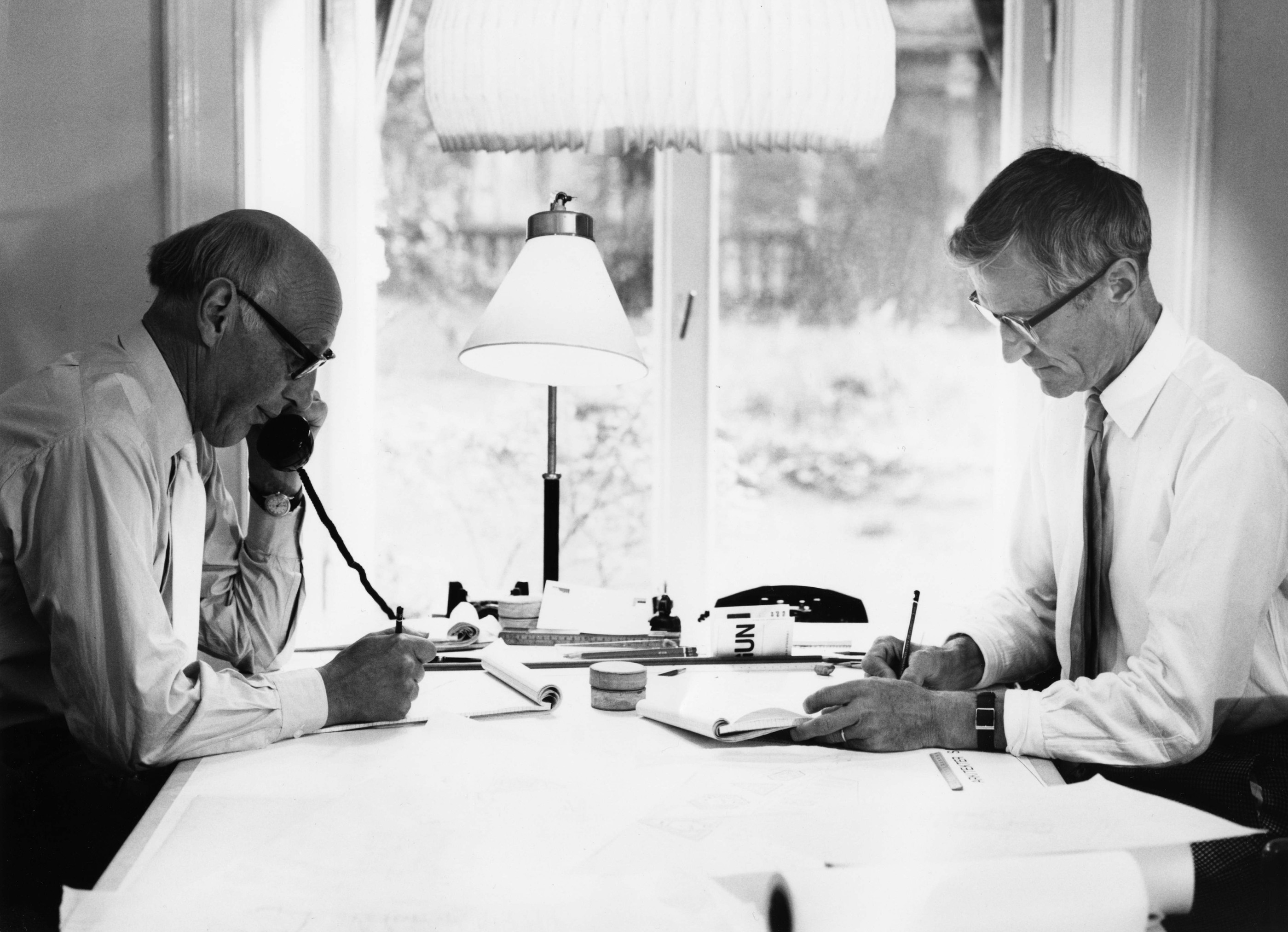
Sven Backström et Leif Reinius dans les années 1960.

Backström & Reinius est un cabinet d'architectes suédois basé à Stockholm qui fut actif de 1936 à 1980.

## Création
Sven Backström (1903-1992) et Leif Reinius (1907-1995) étudient ensemble à l'Institut royal de technologie de Stockholm dans les années 1925 à 1929. Backström collabore ensuite au sein du cabinet KFAI, puis travaille avec Le Corbusier à Paris en 1932 et 1933. Renius commence quant à lui sa carrière chez Hakon Ahlberg. En 1936, les deux amis fondent ensemble le cabinet Backström & Reinius Arkitekter AB,

## Œuvre
Dans les années 1940, Backström & Reinius se spécialisent dans la réalisation d'immeubles d'habitation. Ils travaillent en particulier pour le constructeur immobilier Olle Engkvist. Entre 1944 et 1946, ils réalisent à Gröndal, dans la proche banlieue de Stockholm, deux lotissements particulièrement remarqués : les immeubles en étoile et les immeubles en terrasse.
Les immeubles en étoile sont composés de trois parties disposées en étoile autour d'une cage d'escalier centrale. Ils peuvent être soit indépendants, soit reliés de façon à former une chaîne et à définir des espaces tels que des cours hexagonales. À Gröndal, les immeubles définissent ainsi une structure en nid d'abeilles. Dans le quartier de Rosta à Örebro, le même concept est mis en œuvre dans les années 1948 à 1952, mais les immeubles créent cette fois de longues ribambelles entourées de cours et de grands espaces ouverts.
Toujours dans les années 1940, Backström & Reinius réalisent un ensemble de tours dans le quartier de Danviksklippan à Stockholm.
Les deux architectes sont aussi positionnés sur un créneau tout à fait différent, à savoir les bâtiments commerciaux. Pour le compte du constructeur Svenska Bostäder, ils réalisent les centres commerciaux Vällingby Centrum (1953-55) et Farsta Centrum (1956-60). Les deux zones urbaines sont construites selon le nouveau concept de ville ABC, qui réunit en un même lieu travail, logements et commerces.
Backström & Reinius prennent également part au redéveloppement de Norrmalm, dans le cadre duquel ils réalisent deux projets : le grand magasin Åhléns City de la rue Klarabergsgatan (1964), et le dernier des cinq Hötorgsskraporna, sur la place Sergels torg (1965).

## Galerie

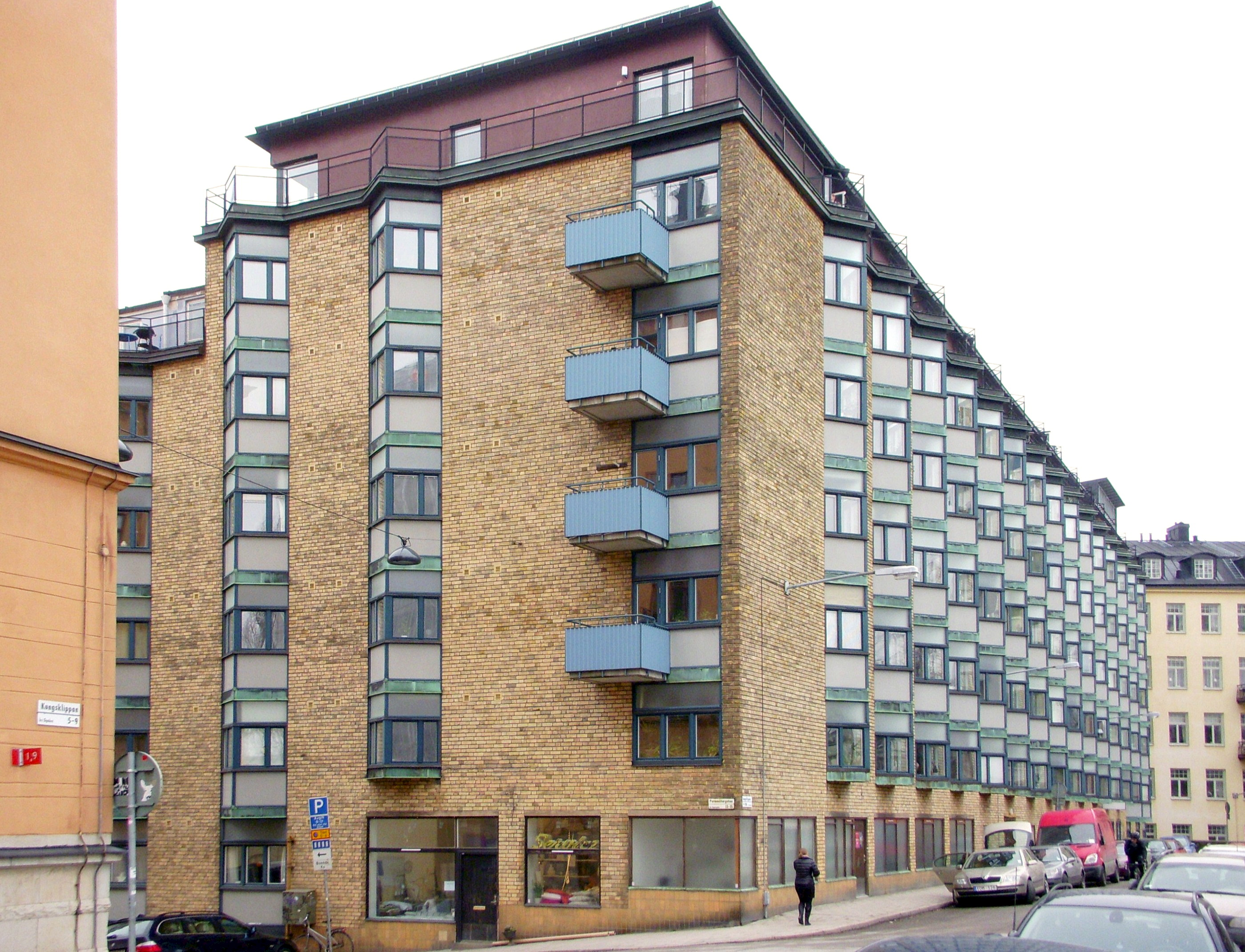
Kvinnornas hus Kungsholmen Stockholm
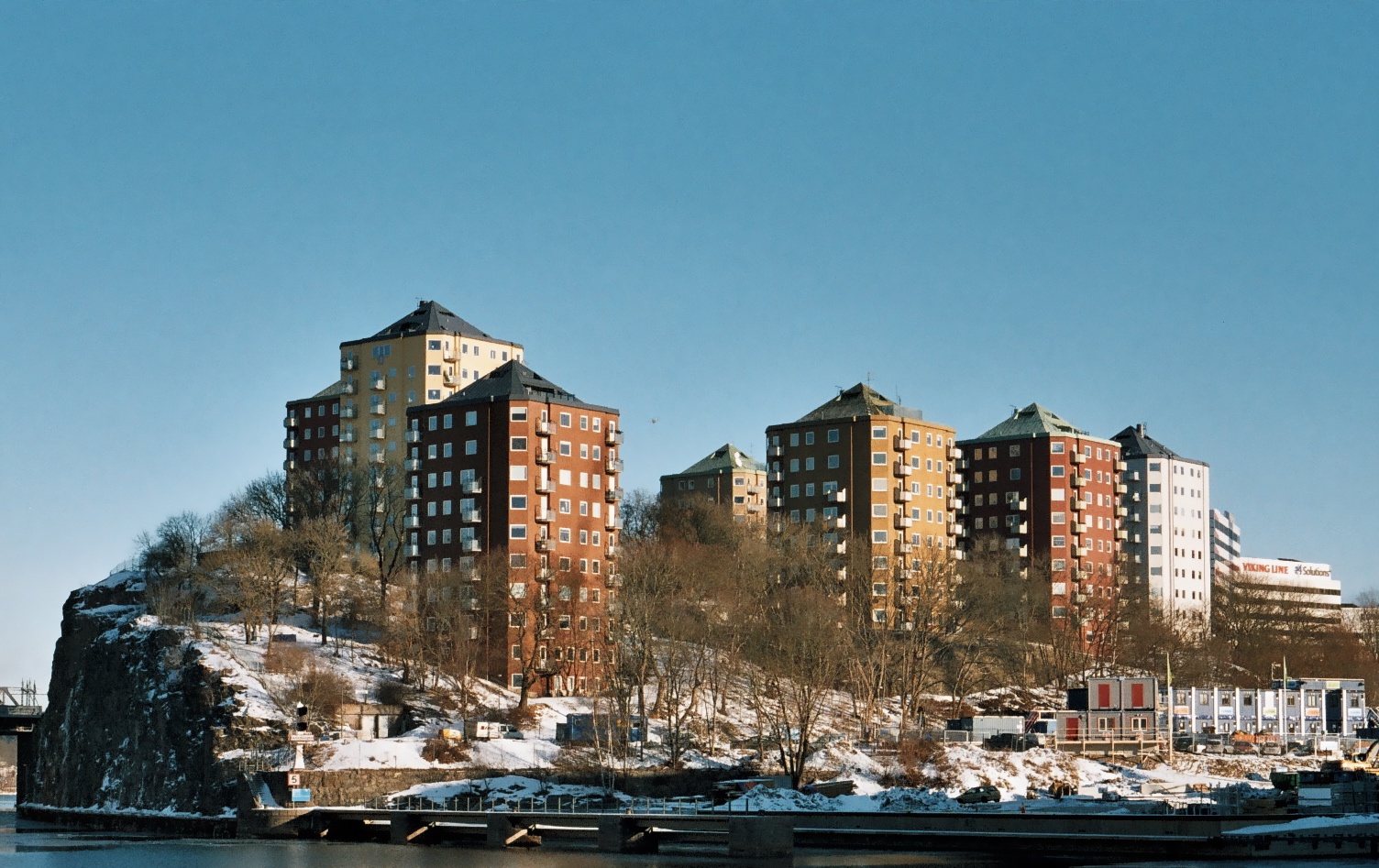
Lotissement Danviksklippan Stockholm
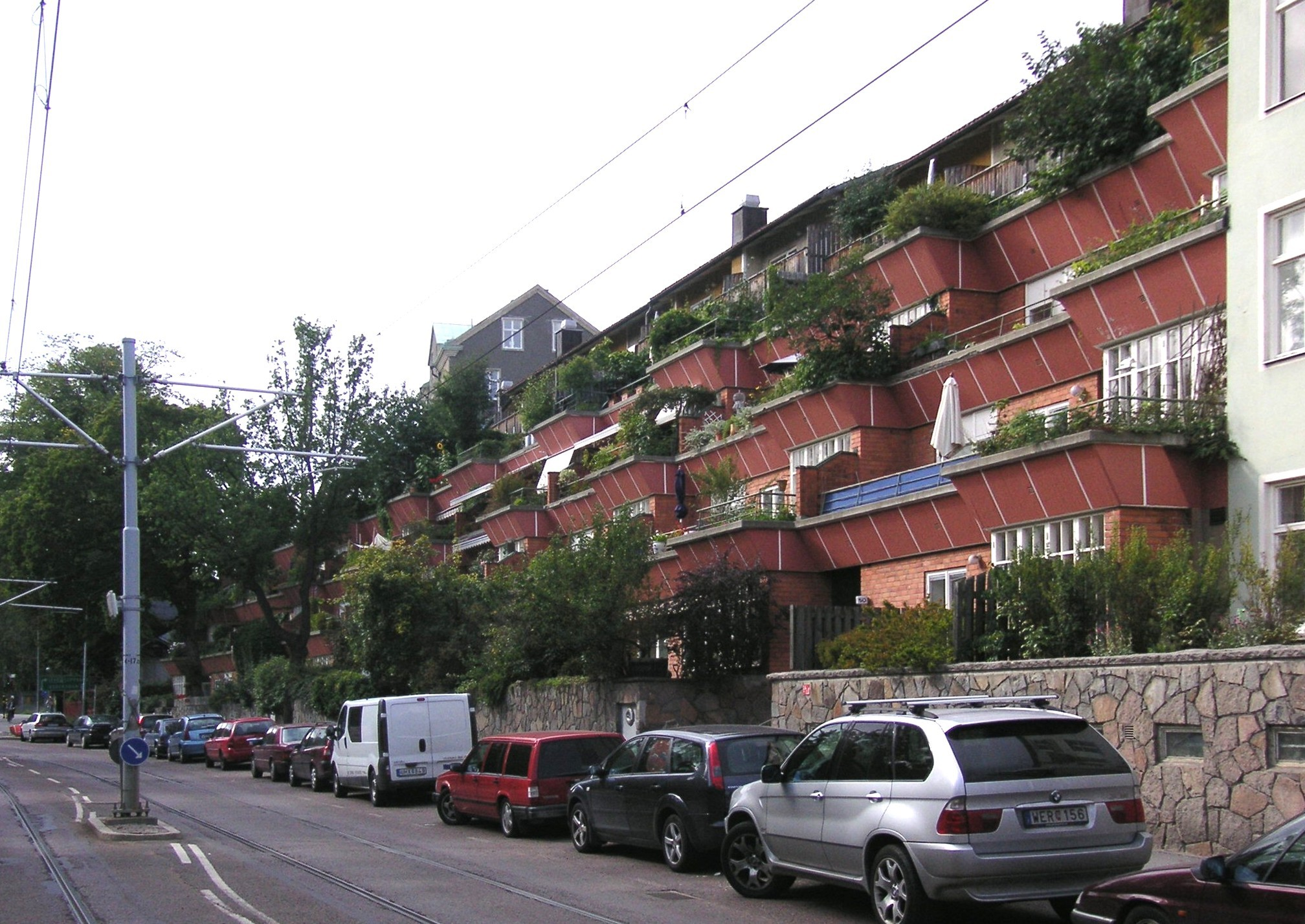
Immeubles en terrasse Gröndal Stockholm
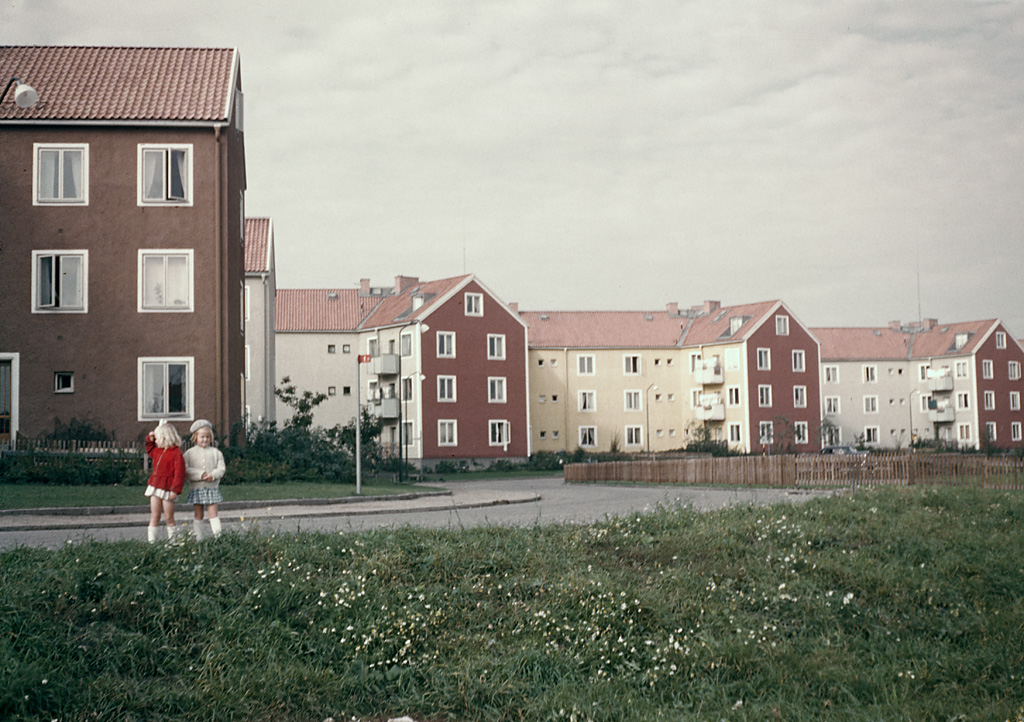
Immeubles en étoile Rosta Örebro

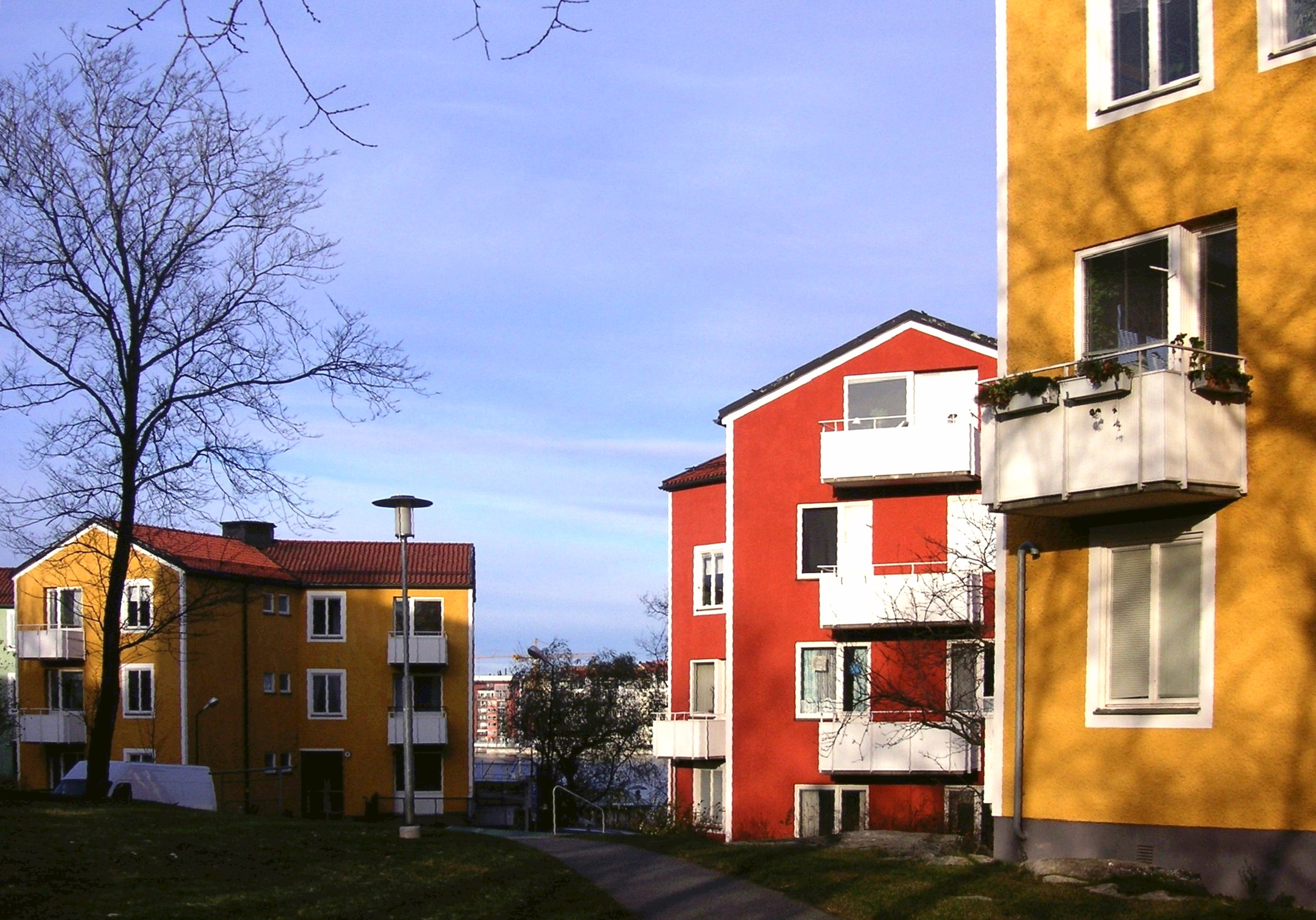
Immeubles en étoile Gröndal Stockholm
59° 19′ 00″ N, 18° 00′ 37″ E
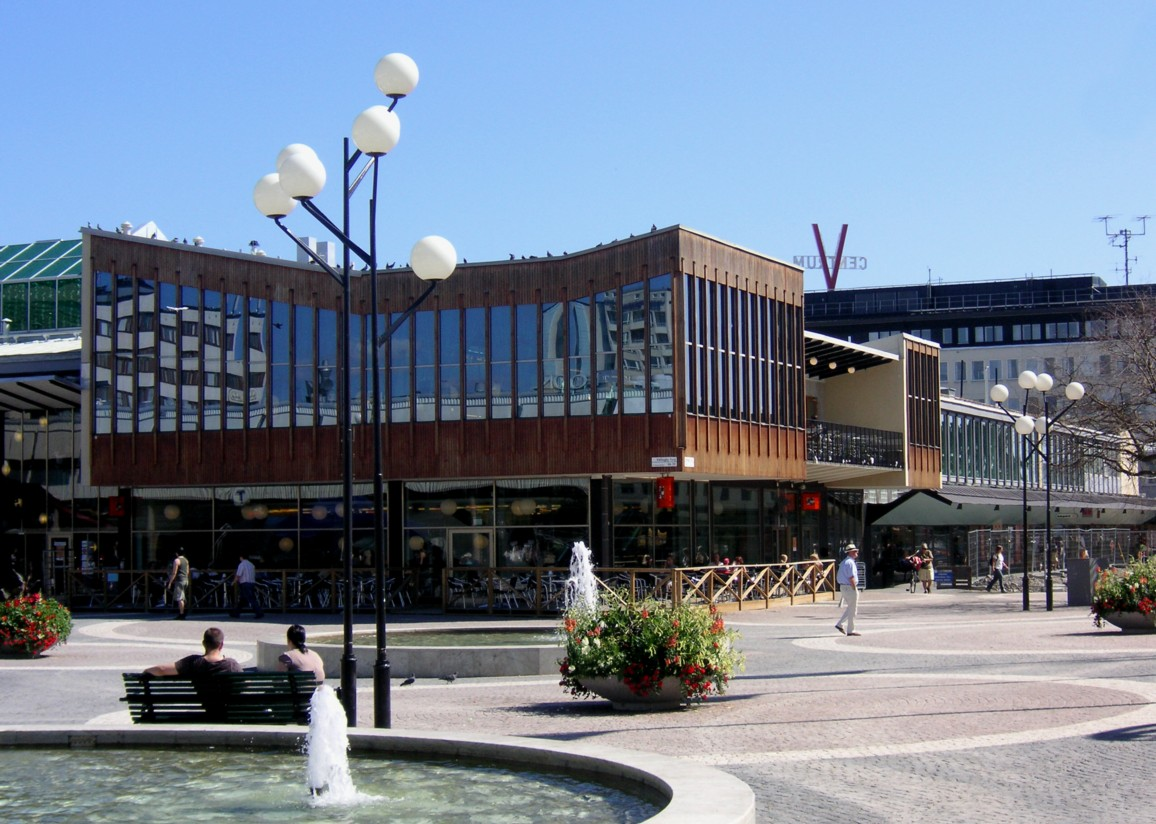
Vällingby Centrum Vällingby Stockholm
 59° 21′ 45″ N, 17° 52′ 21″ E
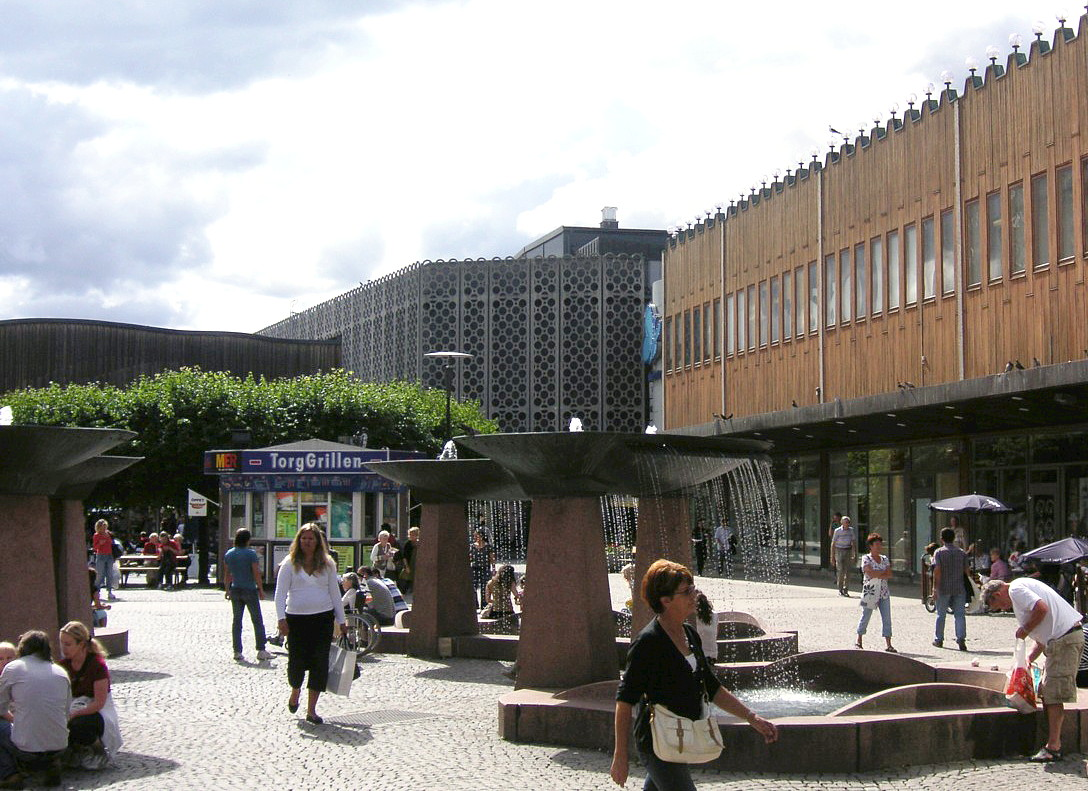
Farsta Centrum Farsta Stockholm
59° 14′ 34″ N, 18° 05′ 32″ E
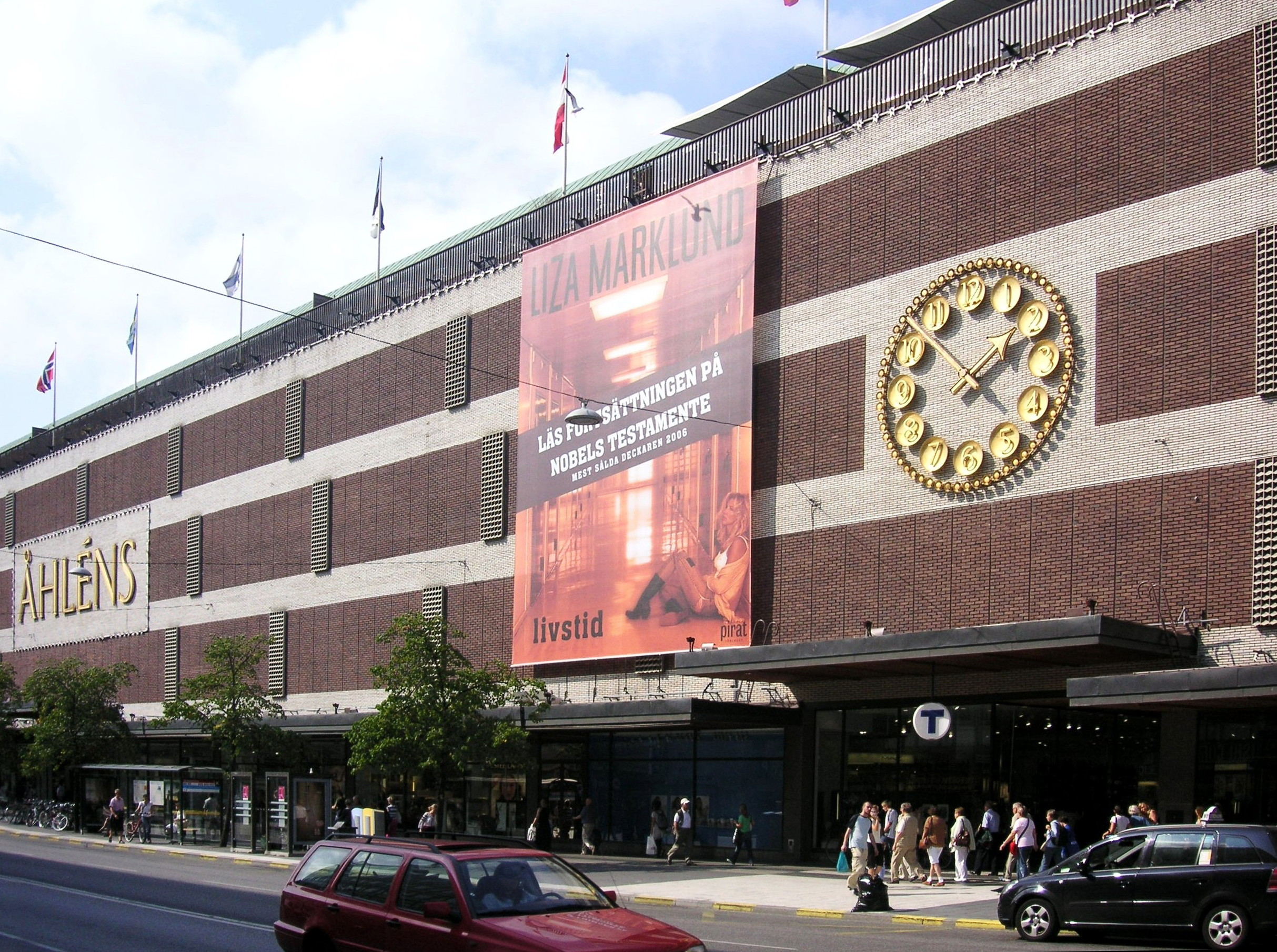
Åhléns City Norrmalm Stockholm
59° 19′ 56″ N, 18° 03′ 41″ E

- Kvinnornas hus
Kungsholmen
Stockholm
59° 19′ 48″ N, 18° 02′ 49,6″ E
- Lotissement
Danviksklippan
Stockholm
 59° 18′ 45″ N, 18° 06′ 14″ E
- Immeubles en terrasse
Gröndal
Stockholm
59° 18′ 56″ N, 18° 00′ 30″ E
- Immeubles en étoile
Rosta
Örebro
59° 16′ 15″ N, 15° 11′ 10″ E